# Hotel Grande Bretagne
El Hotel Grande Bretagne (en griego: Ξενοδοχείο Μεγάλη Βρεταννία) es un hotel de lujo de Atenas, Grecia, situado en la Plaza Síntagma, en la esquina de Vasiléos Georgíou Prótou y la calle Panepistimiou. Es propiedad de Lampsa Hellenic Hotels.

## Historia

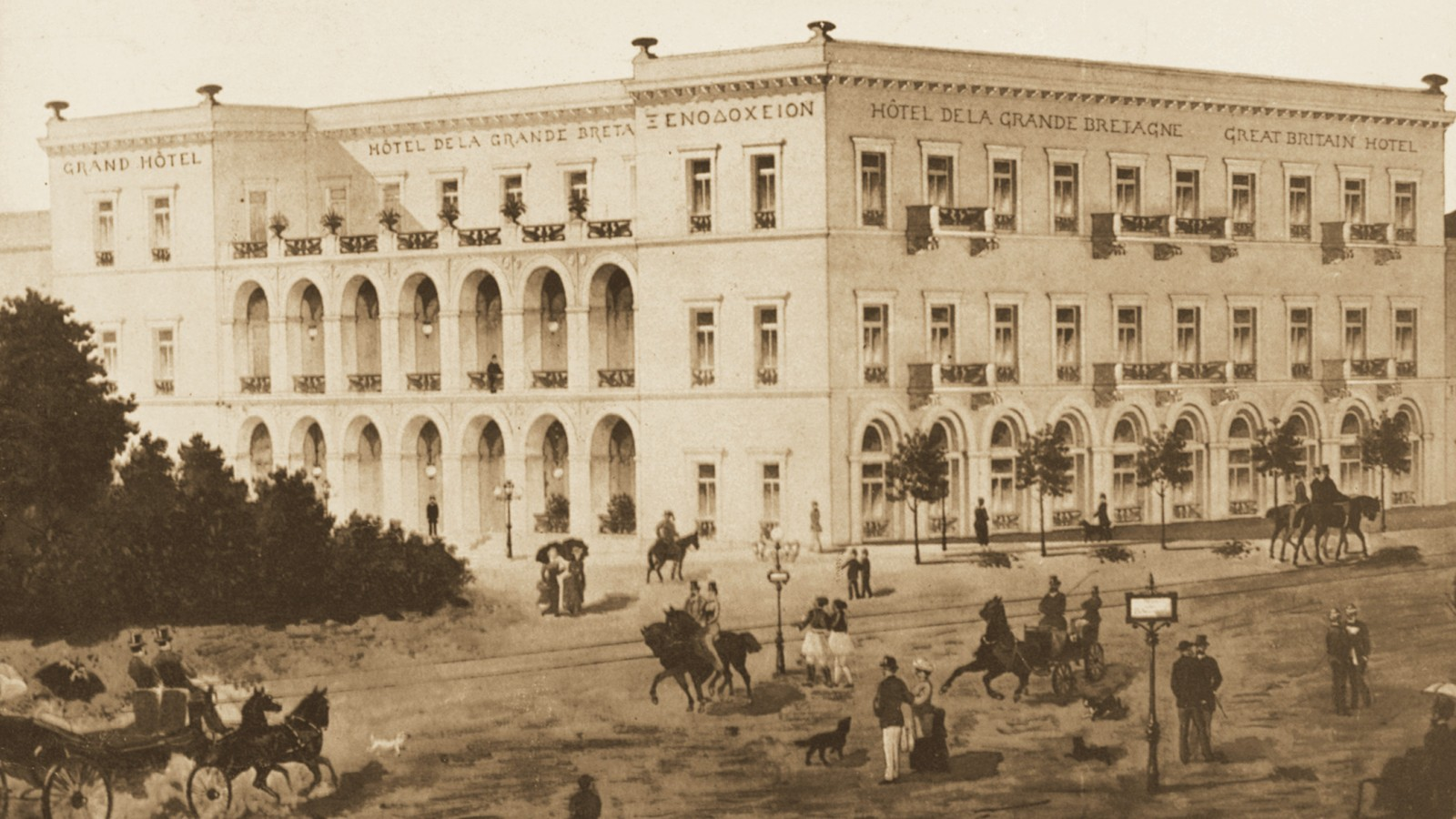
El Hotel Grande Bretagne en 1874, en la mansión Dimitriou original diseñada por Theophil Hansen.

El edificio original fue construido en 1842 como una casa para Antonis Dimitriou, un acaudalado empresario griego de la isla de Lemnos, doce años después de la independencia de Grecia del Imperio Otomano. En 1874, fue comprada por Efstathios Lampsas, que la restauró con un préstamo de 800 000 dracmas y lo llamó Hotel Grande Bretagne. En 1888, el hotel ya tenía electricidad. En noviembre de 1930 se inauguró una nueva ala en la calle Panepistimiou, y en 1950, otra ala hacia la calle Voukourestiou. En 1957, la mansión de Dimitriou fue demolida y en su lugar se construyó un nuevo edificio. El arquitecto, Kostas Voutsinas, y los propietarios intentaron mantener el estilo del edificio original.
Durante la guerra greco-italiana y la Batalla de Grecia de 1940–1941, el hotel albergó el cuartel general griego. Durante la ocupación por las Fuerzas del Eje, el hotel sirvió como cuartel general de los nazis. Cuando el Eje se retiró de Grecia, en 1944, las fuerzas británicas lo convirtieron en su cuartel general.
Durante las primeras fases de la guerra civil griega, el hotel albergó al primer ministro Georgios Papandreou, el consejo de ministros y la fuerza de asistencia militar británica dirigida por el general Ronald Scobie.
A lo largo de los años, han pasado por el Grande Bretagne personalidades como la actriz Elizabeth Taylor, el compositor Richard Strauss o el estadista Winston Churchill. 
En 2003, el Hotel Grande Bretagne fue objeto de una renovación de 112 millones de euros para restaurarlo a su antigua gloria. Actualmente tiene 320 habitaciones y suites, incluida una suite de 400 m² en la quinta planta. El hotel también tiene un restaurante en su techo verde.